# تم بازی تاج‌وتخت
«تم بازی تاج‌وتخت» (انگلیسی: Game of Thrones Theme) که همچنین از آن به عنوان «تم عنوان اصلی بازی تاج‌وتخت» یاد می‌شود، یک تم موزیک مجموعهٔ تلویزیونی اچ‌بی‌او در ژانر فانتزی، بازی تاج‌وتخت است که در سکانس عنوان نمایش اجرا می‌شود. این تم در سال ۲۰۱۱ توسط رامین جوادی ساخته شد.